# La caleta olvidada
La caleta olvidada es una película chilena de 1958 dirigida por Bruno Gebel. Entró en la sección oficial del Festival Internacional de Cine de Cannes de 1958, siendo la única película chilena que ha competido por la Palma de Oro.

## Argumento
Dos hombres de la capital (padre e hijo) llegan a la caleta Horcones con el objetivo de convertir un viejo caserío en una empresa pesquera. La idea de los forasteros entusiasman a los más jóvenes del lugar pero se encuentran con la desaprobación de los adultos. Finalmente, los ancianos expulsan a los recién llegados, prefiriendo continuar con una vida humilde pero más apacible. Sólo el hijo del industrial, seducido por la vida tranquila del lugar, renuncia a la ciudad y se queda con los pescadores.

## Reparto
- Fernando Davanzo
- Claudio Di Girólamo
- Armando Fenoglio
- Sara Astica
- Patricia Aguirre